# Paraphlepsius particolor
Paraphlepsius particolor är en insektsart som beskrevs av Sanders och Delong 1920. Paraphlepsius particolor ingår i släktet Paraphlepsius och familjen dvärgstritar. Inga underarter finns listade i Catalogue of Life.